# 中華民国国軍
中華民国国軍（ちゅうかみんこくこくぐん、繁: 中華民國國軍、英語: Republic of China Armed Forces）は、中華民国（台湾）の軍隊。日本などでは「台湾軍」とも呼ばれる。陸軍、海軍（海軍陸戦隊）、空軍、憲兵で構成されるほか、戦時には海巡署（各国の沿岸警備隊に相当）が国軍に編入される。

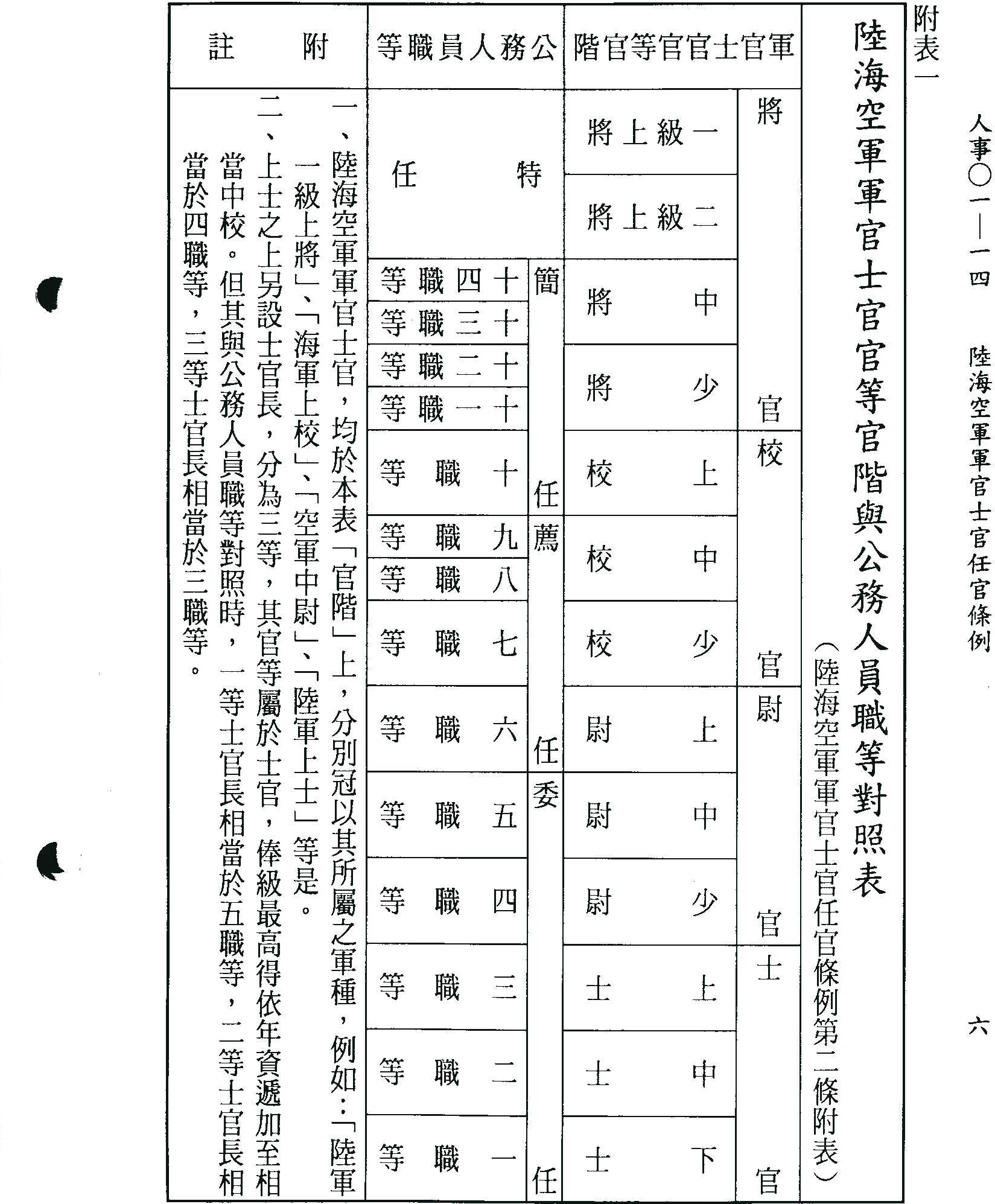
陸海空軍の士官・下士官階級と一般公務員階級の対照表

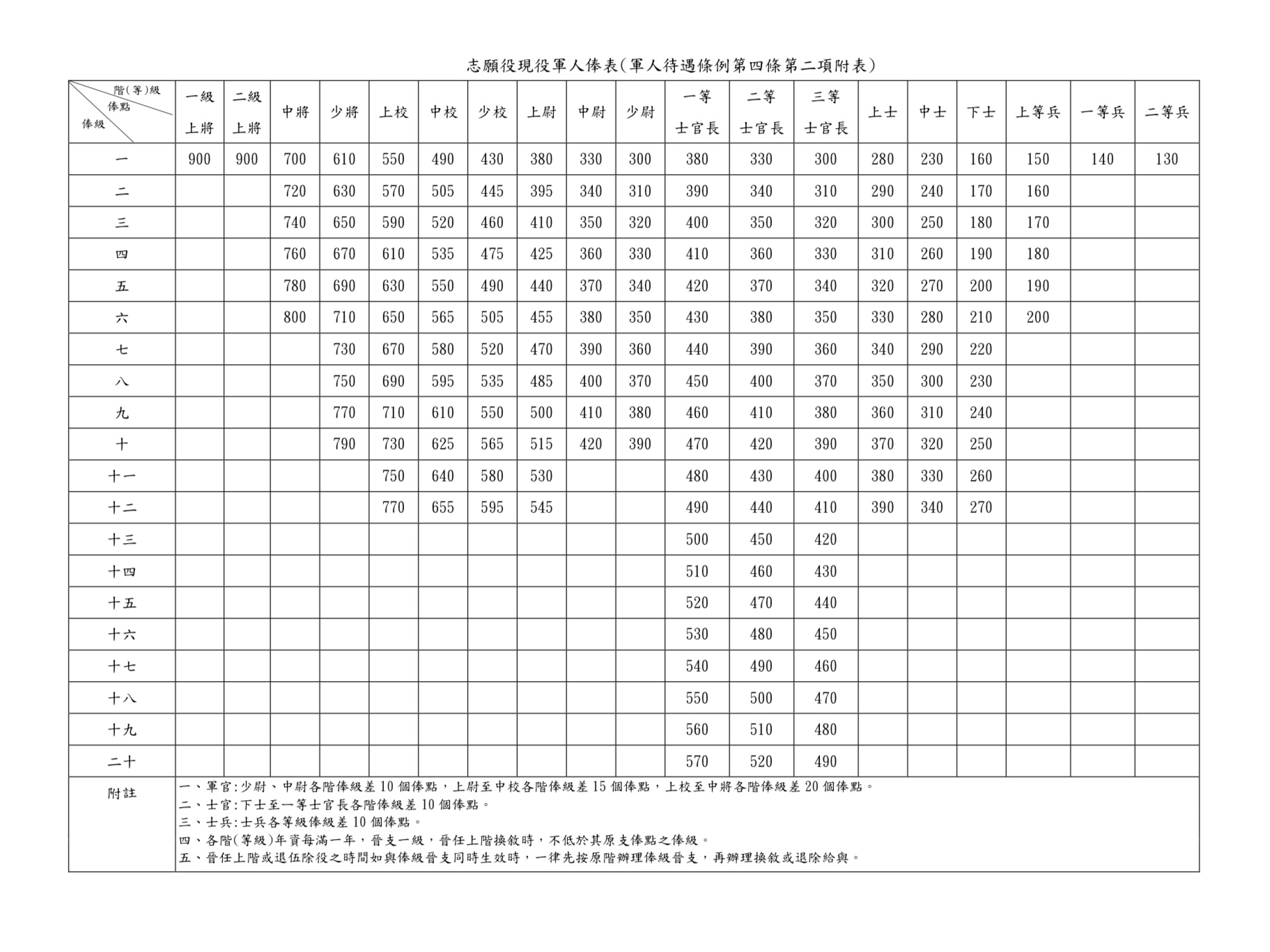
現役軍人の俸給表（本俸）（民国97年1月16日）

## 概要

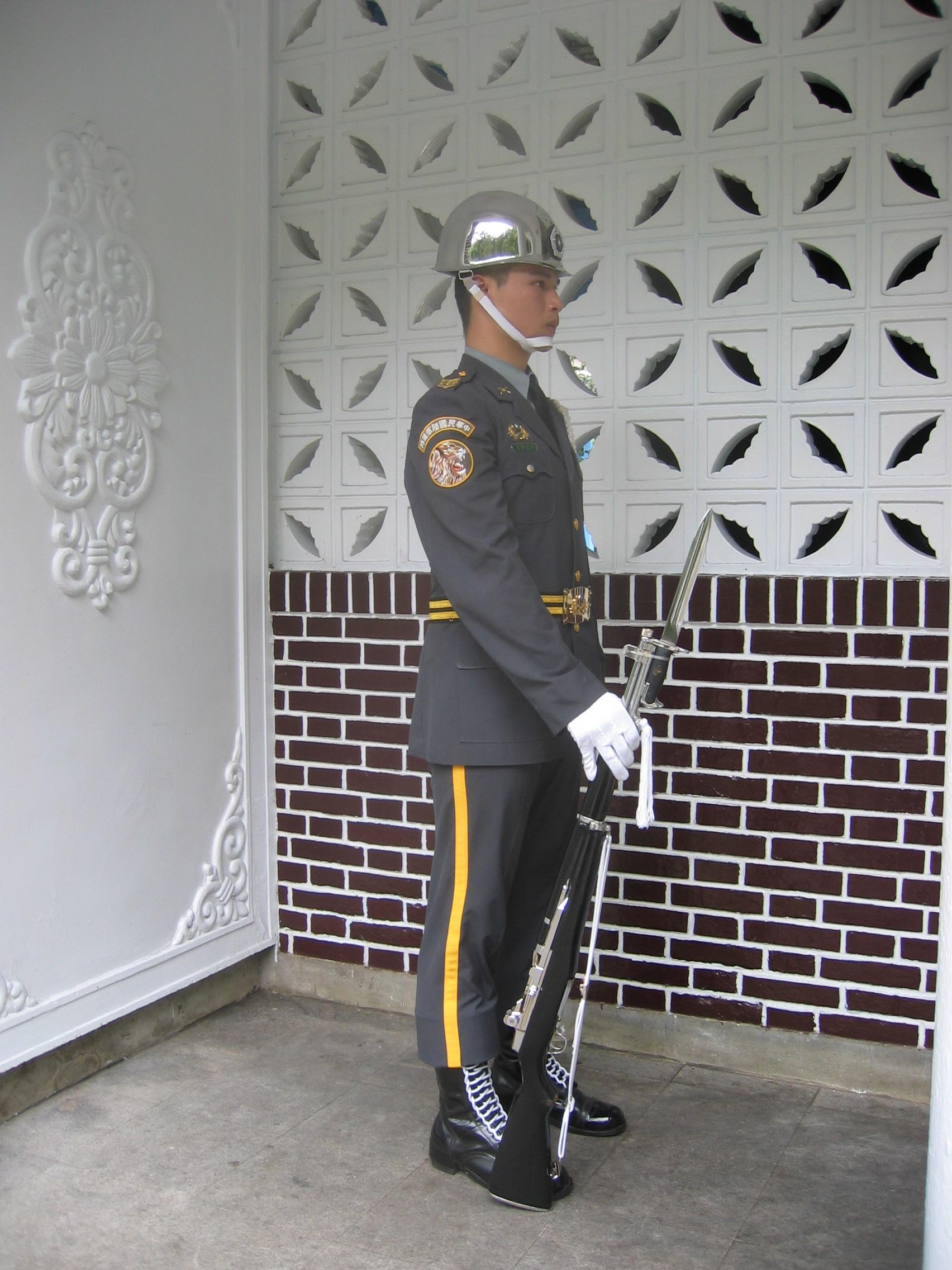
中正紀念堂を守る儀仗兵

中華民国軍は中華民国憲法第36条に規定されており、中華民国総統が陸海空軍の統帥権を持ち、軍事の担当官庁は国防部である。国防部組織法、国防部参謀本部組織法、国防部政治作戦局組織法、国防部軍備局組織法、国防部軍医局組織法、国防部主計局組織法の、いわゆる国防六法で定義されている。
憲法第20条の規定により、徴兵制が敷かれており、90年代前半頃までは18歳以上の男子全員が3年間の兵役を義務づけられていたが、以降は1年9カ月に期間が短縮され、2018年からは4カ月まで削減された。しかし、2023年12月に台湾政府は中国の軍事的圧力の高まりにより、兵役の期間を1年に延長することを決定。新しい兵役期間は2024年1月に施行され、2005年1月1日以降に生まれた男子に適用される。
国軍である中華民国軍は、正規軍で陸軍約13万人、海軍約4万人（うち海軍陸戦隊約1万人）、空軍約3万5000人、予備役で約165万人の兵力を擁している。正面装備は、主力戦車約750両、駆逐艦・フリゲート30隻、潜水艦4隻、作戦機約520機などとなっている（2023年時点）。
詳細としては日中戦争などを戦った大陸の国民革命軍時代には約500万人の大兵力を有していたが、台湾移転後の現代では2001年、2002年時点で総員約37万人と予備役165万8000人となっており、内訳は陸軍24万人で主力戦車約930両、海軍3万2000人で駆逐艦32隻や潜水艦4隻などを含む艦艇約150隻、海兵隊は3万人、空軍は6万8000人で作戦機は海軍のものも含む約510機で、特に戦闘機はミラージュ2000、F-16、F5、経国を主力とする。
1949年以降の中華人民共和国（中国人民解放軍）との軍事的対立を背景として、台湾の軍事施設には最新鋭の兵器、軍用機、軍用船を装備する努力を続けているが、中国が継続的に高い水準で国防費を増加させるのに対し、2022年度の台湾の国防費は3,676億台湾ドルと約20年間でほぼ横ばいである。同年度の中国の公表国防費は約1兆4,504億元であり、台湾中央銀行が発表した為替レートで米ドル換算して比較した場合、台湾の約16倍となっている。なお、中国の実際の国防支出は公表国防費よりも大きいことが指摘されており、中台国防費の実際の差はさらに大きい可能性がある。このような中、蔡総統は、国防予算を増額するよう指示しており、2023年度の国防費は5,863億台湾ドルと大幅に増加した。

## 名称
中国語での正式名称は中華民國國軍。中華民国（台湾）国内の略称は國軍。公式の英語表記は、Republic of China Armed Forcesである。
中華人民共和国は中華民国政権を承認していないので（「一つの中国」政策）、臺軍（「台湾軍」の意）と呼ばれている。

## 軍事戦略と改革
二つの軍事戦略として、防衛固守・確保国土安全（国土の安全保障を確実にするための断固とした防衛）、重層嚇阻・発揮連合戦力（重層的な抑止・統合戦力の発揮）を挙げている。これは戦闘機、艦艇などの主要装備品と非対称戦力を組み合わせた多層的な防衛態勢により、中国の侵攻を可能な限り遠方で阻止する防衛戦略であり、このもとに防衛思想が提起される。
三つの防衛思想として、機動、隠蔽、分散、欺瞞、偽装などにより、敵の先制攻撃による危害を低減させ、軍の戦力を確保する「戦力防護」、航空戦力や沿岸に配置した火力により局地的優勢を確保し、統合戦力を発揮して敵の着上陸船団を阻止・殲滅する「沿海決勝」、敵の着上陸、敵艦艇の海岸部での行動に際し、陸・海・空の兵力、火力及び障害で敵を錨地、海岸などで撃滅し、上陸を阻止する「海岸殲滅」からなる防衛構想を提起している。
台湾は、「防衛固守・重層抑止」を完遂するために、軍隊の改革を進め中国軍の侵攻をより遠方で制約することを企図しているとみられる。特に非対称戦力の増強、経空脅威への対応強化、中国軍の状況に応じた訓練や演習の高度化、全民防衛体制の構築、サイバー戦・電磁波戦に対する準備などを進めている。

### 非対称戦力の増強
国防予算、正面装備ともに中国が台湾を圧倒しているなかで、台湾は非対称戦力に着目して、それを強化する方向を打ち出している。
そのため、台湾軍は長距離打撃兵器を積極的に購入・開発している。2020年、台湾は米国から空対地ミサイルSLAM-ER、高機動ロケット砲システムHIMARS、沿岸防衛巡航ミサイルCDCMを台湾に売却する計画を議会に通している。また平時において中国軍の動向を監視できる無人攻撃機MQ-9B 4機の購入も決定した。
2020年に就役した沱江級コルベットは、搭載した対艦ミサイルで中国海軍の空母や駆逐艦を攻撃したり、機雷を設置したりする能力を持つ。同級の船体をベースにした巡視船を海巡署も導入し配備しており、有事には対艦ミサイルを搭載する計画も公表されている。

### 経空脅威への対応
中国軍が着実に増強しているミサイル戦力への防御も重要となる。中華民国国軍はミサイル防衛兵器として、PAC-3、ホークミサイル、国内開発の天弓1、2型を運用している。ペトリオットは当初PAC-2 3セットを導入したが、これらはPAC-3に改修されたため、その後に購入した6セットのPAC-3と合わせて9セットが台湾の北部・中部・南部に3セットずつ配備されている。天弓は、2017年に完成した天弓3型が同2型までの欠点であった固定式から車載移動式となり、敵の第一撃に対する残存性が高まった。
ただ中国軍のミサイルによる飽和攻撃に台湾の防空ミサイルシステムがどこまで対処可能なのかは不明である。台湾軍の装備するこれらのミサイルは、全て中空低空用であり、高空で対処する THAAD のようなミサイルや面で守れる防御体制、策源地攻撃がなければ弾道ミサイルの攻撃を完全に排除することは難しい。

### 訓練・演習
近代的な統合作戦を経験していない台湾軍ではそれを補うものとして訓練・演習が行われる。
諸兵種協同訓練では陸軍司令部が指導し、台湾陸軍の 3 個軍団の 1 つに訓練指揮部を設置するとともに、他の 2個軍団と海軍陸戦隊などを指揮下に入れて、野戦防空・対投錨・対上陸の統合訓練、海岸での実弾射撃訓練を行い、諸兵種協同訓練の強化を図っている。合作戦指導に基づいて海軍・空軍の統合作戦指揮・管制、ミサイル、電磁戦などの専門部隊を整合した訓練を常時実施することで、多軍種・多兵種の専門を跨いだ部隊の統合防衛作戦能力を強化している。
軍種統合演習では三軍統合の年次演習と位置づけられている漢光演習を主軸として、台湾軍は三軍統合演習・訓練を実施している。漢光演習はコンピューターによる机上演習（指揮所演習）と実動演習の順で実施されるのが通例である。漢光演習は中国軍の近代化と能力の向上に対応して、その演習内容も高度化させている。2023年7月24-28日にかけて実施された漢光では、海岸線などで上陸を阻止する水際防衛に主眼が置かれた従来の演習と異なり、海岸線の防衛を突破され市街戦で迎え撃つ事態を想定した訓練に重点が置かれた。26日には北部の桃園国際空港が、中国軍の空挺部隊に襲撃されこれを撃退するという想定の訓練を実施。ロシア軍の侵略で空港が一時占拠されるなどし、その後、市街戦で抵抗に転じたウクライナの事例を参考にしたとみられ、桃園空港と同様に重要拠点である台北駅でも、市街戦を想定した訓練が実施された。2025年にはさらに規模が拡大され、公園や遊び場にパトリオットミサイルやHIMARS自走ロケット砲などが展開し、郊外の村では戦車が空包射撃を行うなど、過去最大規模の演習となった。

### 全民国防体制の構築
台湾には約220万人もの予備兵力が存在する。これを効果的に動員できれば、統合着上陸作戦を図る中国軍迎撃の際に役に立つ。そのために、2022年1月1日に台湾国防部は部本部の組織である全民防衛動員室を直属機構の全民防衛動員署に格上げ再編した上で、軍事機構 だった予備指揮部を隷下に配するようにした。これにより有事の際の動員体制の効率化が図られている。

### サイバー・電磁波対応部隊の創設
中国軍が進めている「情報化戦争」と「智能化戦争」への対応のため、台湾軍は2017年6月に、従来の情報・電磁作戦指揮部、電訊発展室、各軍種に分散していた関連部隊を統合再編して、情報電子戦軍指揮部（資通電軍指揮部）を立ち上げた。平時の主要任務はインターネット空間の安全確保、電磁スペクトルの偵察、指揮管制システムの構築と運用の維持で、戦時には台湾軍の情報・通信の防護と重要情報インフラの防衛への協力である。

## 歴史
中華民国が中国大陸にあった期間の軍事については「中華民国の歴史」も参照のこと。

### 日中戦争期

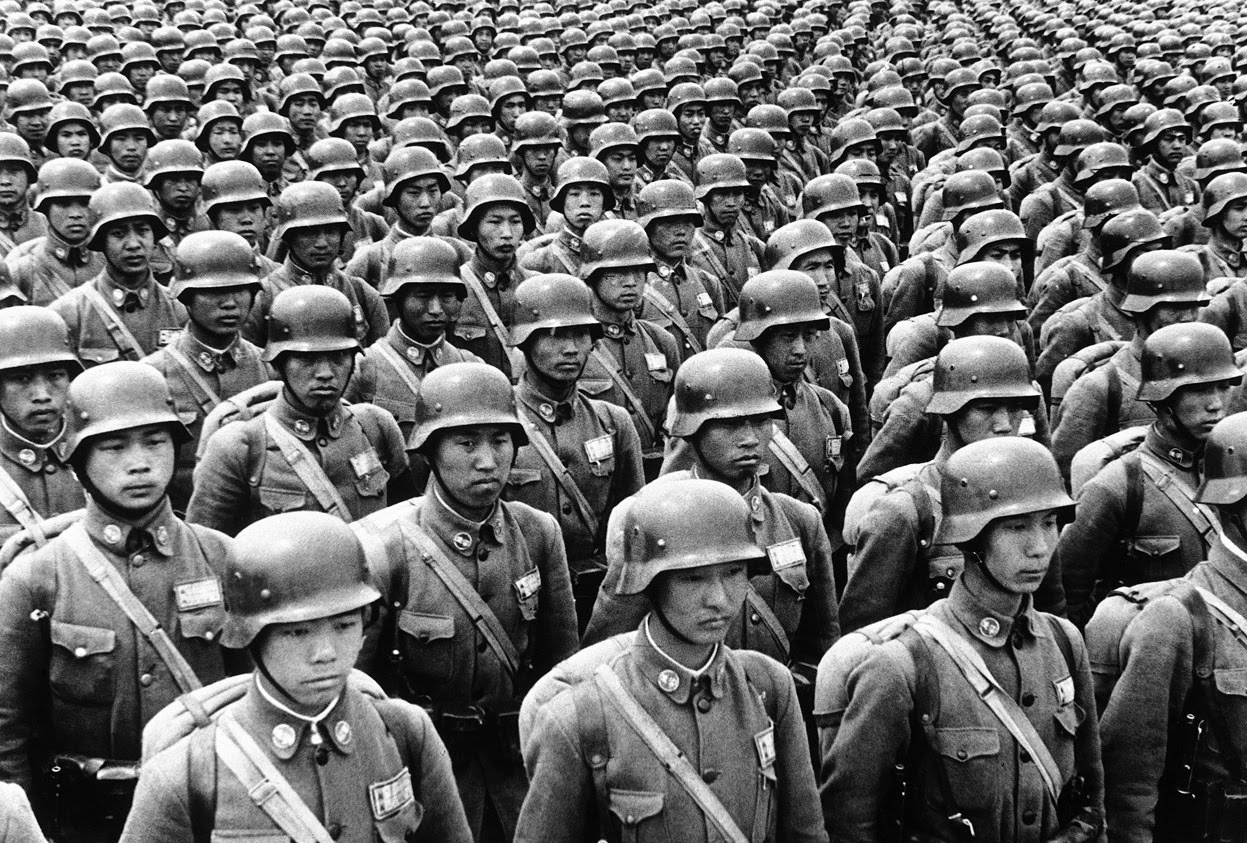
ナチスドイツ式装備の国民党軍

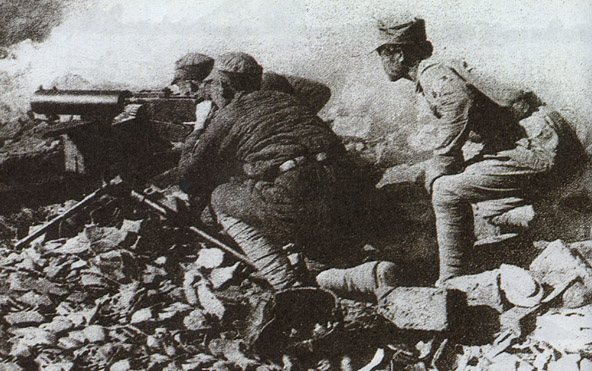
日中戦争での中国軍

当時中華民国の指導者であった、国民党主席の蔣介石は反共の立場をとっていたが、盧溝橋事件・第二次上海事変により国民革命軍は日本軍と戦闘状態に入る（抗日戦争、日中戦争、当時の日本側呼称：支那事変）。
国民革命軍は中独合作により1927年からドイツ陸軍から軍事顧問団を受け入れて軍備の近代化を図っていた。これは1938年頃まで存続した。上海の防衛陣地ゼークト・ラインは有名である。大日本帝国陸軍に比べ装備・士気ともに劣悪な状態であったため、日本陸軍に度々敗北。首都南京も遷都せざるを得なかった、という見方がある。その一方、士気は旺盛で、装備も各国の援助で日本より優れていたから、それは間違いである、という見方もある（実際に日本からドイツに対し、軍事援助をやめるよう申し入れもあった）。当時日本では中華民国軍を国民政府軍（国府軍）、あるいは国民党軍と呼んだ。ただし1940年に中華民国南京国民政府（汪兆銘政権）が発足するとこれと区別するために蔣介石の指導する抗日の国民革命軍を「重慶」「重慶軍」と呼ぶことも多くなり、当時の日本の家庭で貼られていた防空ポスターなどでその呼称を見ることが可能である。
しかしアメリカ合衆国からの義勇軍（フライングタイガース）の支援や、中国共産党の国民革命軍第八路軍（後の人民解放軍）のゲリラ戦や、援蔣ルート経由で持ち込まれる連合国軍の支援物資により戦線を膠着状態に持ち込むことに成功する。結局、日本陸軍は終戦まで国民革命軍に決定的な打撃を与えることはできなかった。

### 台湾時代
第二次世界大戦後、1947年の中華民国憲法の発布に伴い「国民革命軍」から現在の「中華民国国軍」に名称を変えたものの、中国共産党の人民解放軍との第二次国共内戦に敗れ中華民国は台湾へ退避、中華民国国軍もそれに従った。そして中華民国国軍はアメリカ軍の軍事顧問や極秘に招聘した旧日本陸軍の教官団（白団）による指導を受け再建、その後も福建省金門島付近でたびたび人民解放軍と直接対峙した（八二三砲戦）。1947年（民国36年）に海軍の一部として海軍陸戦隊（海兵隊に相当）を発足させる。兵器の多くはアメリカ軍より供与されているが、アメリカ合衆国が中国共産党によって建国された中華人民共和国と国交を樹立した後は自国開発も行うようになった。
冷戦時代、台湾はベトナム戦争に参戦した。台湾は東南アジアでの共産主義の拡大を阻止するためアメリカ等と共に南ベトナム側で参戦。台湾軍は心理戦や農業部門で協力し、批判的にはアメリカの衛星国と呼ばれた。
中華民国陸軍は全師団を旅団に改編した。このため、中華民国陸軍に常設の師団は存在しない。現在、台北市内にある核シェルター「衡山指揮所」が、総統府及び中華民国国軍の最後の砦となっている。

## 陸軍

中華民国陸軍の軍旗

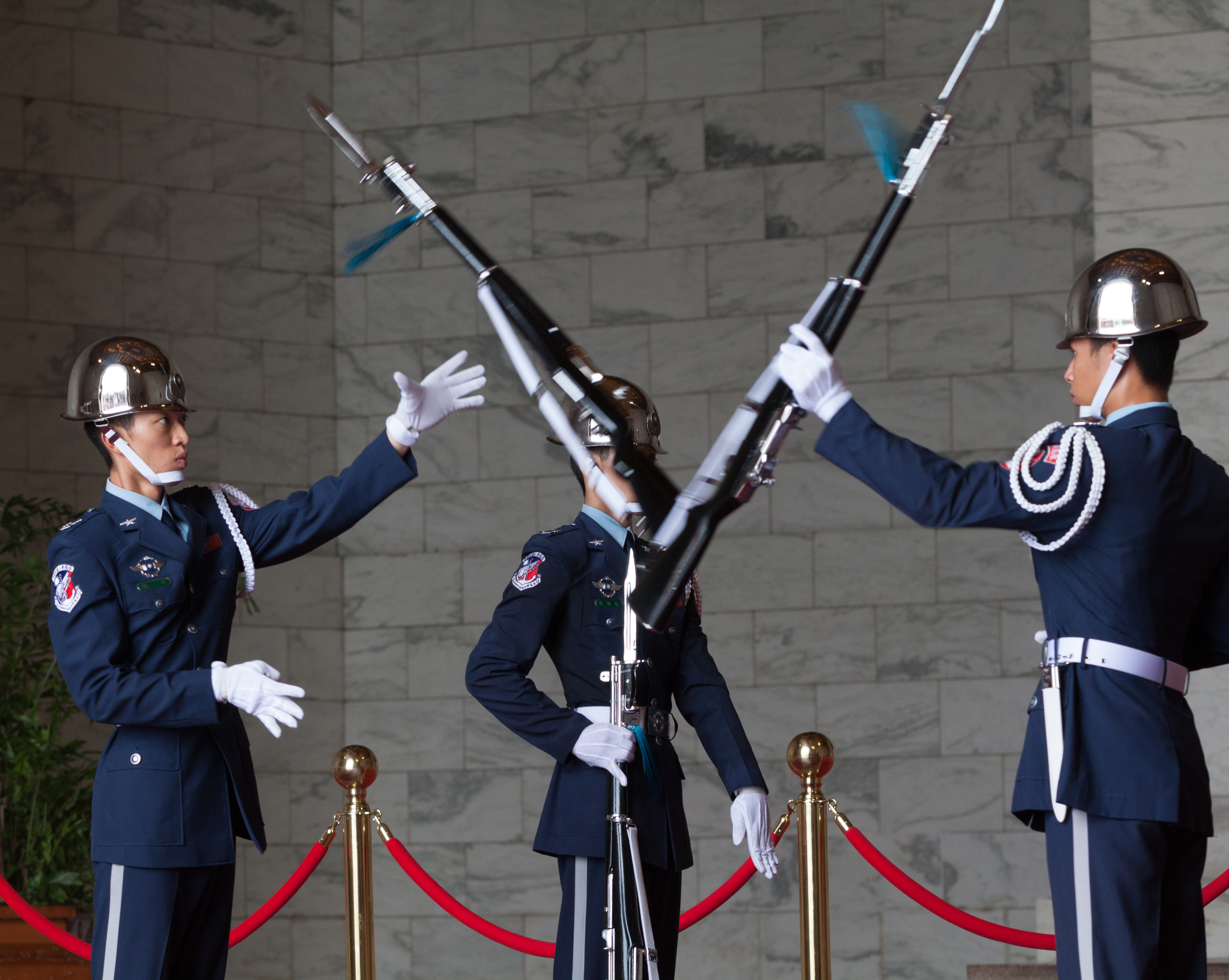
中世記念堂の衛兵交代式

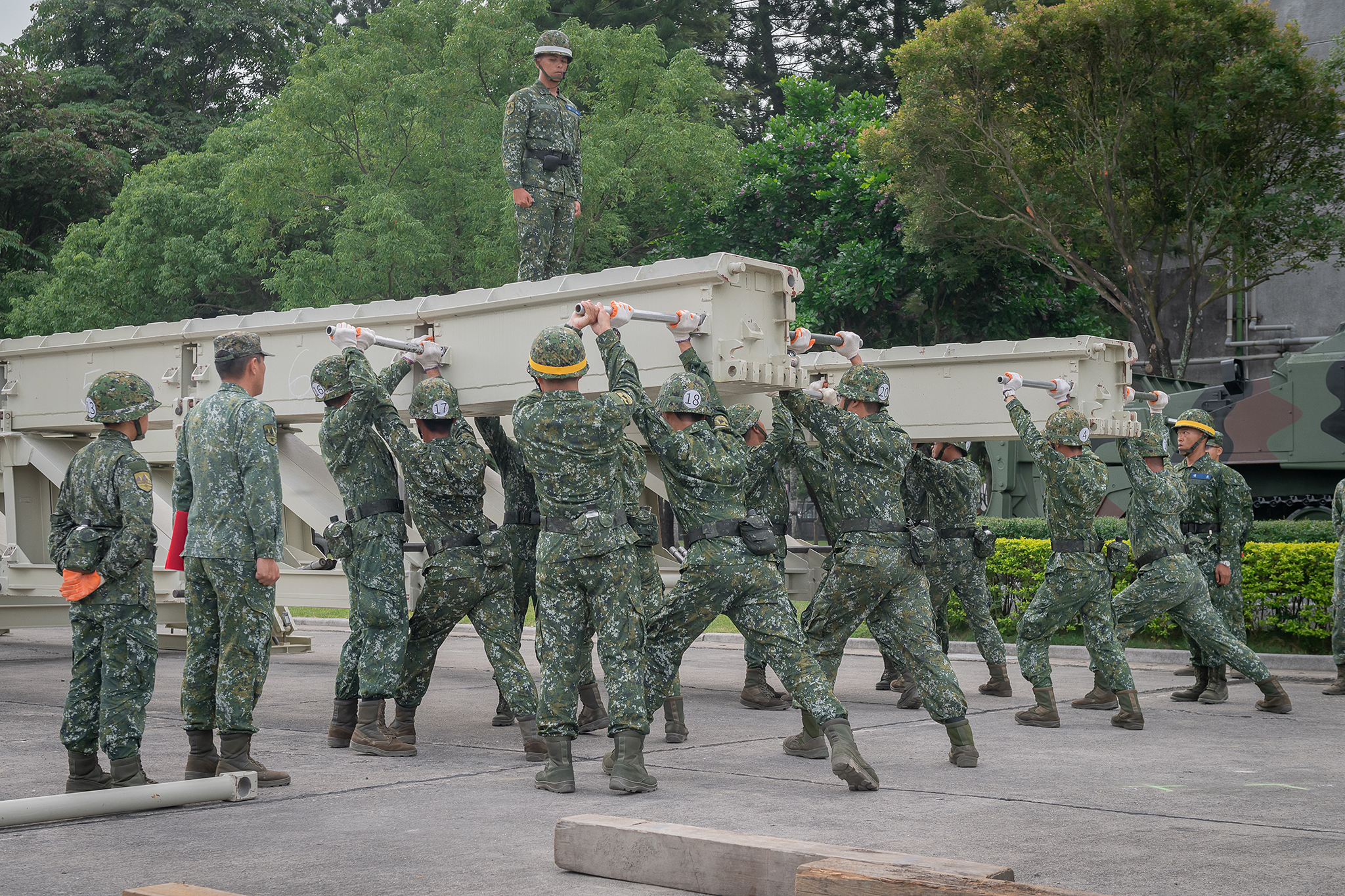
訓練中の兵士たち

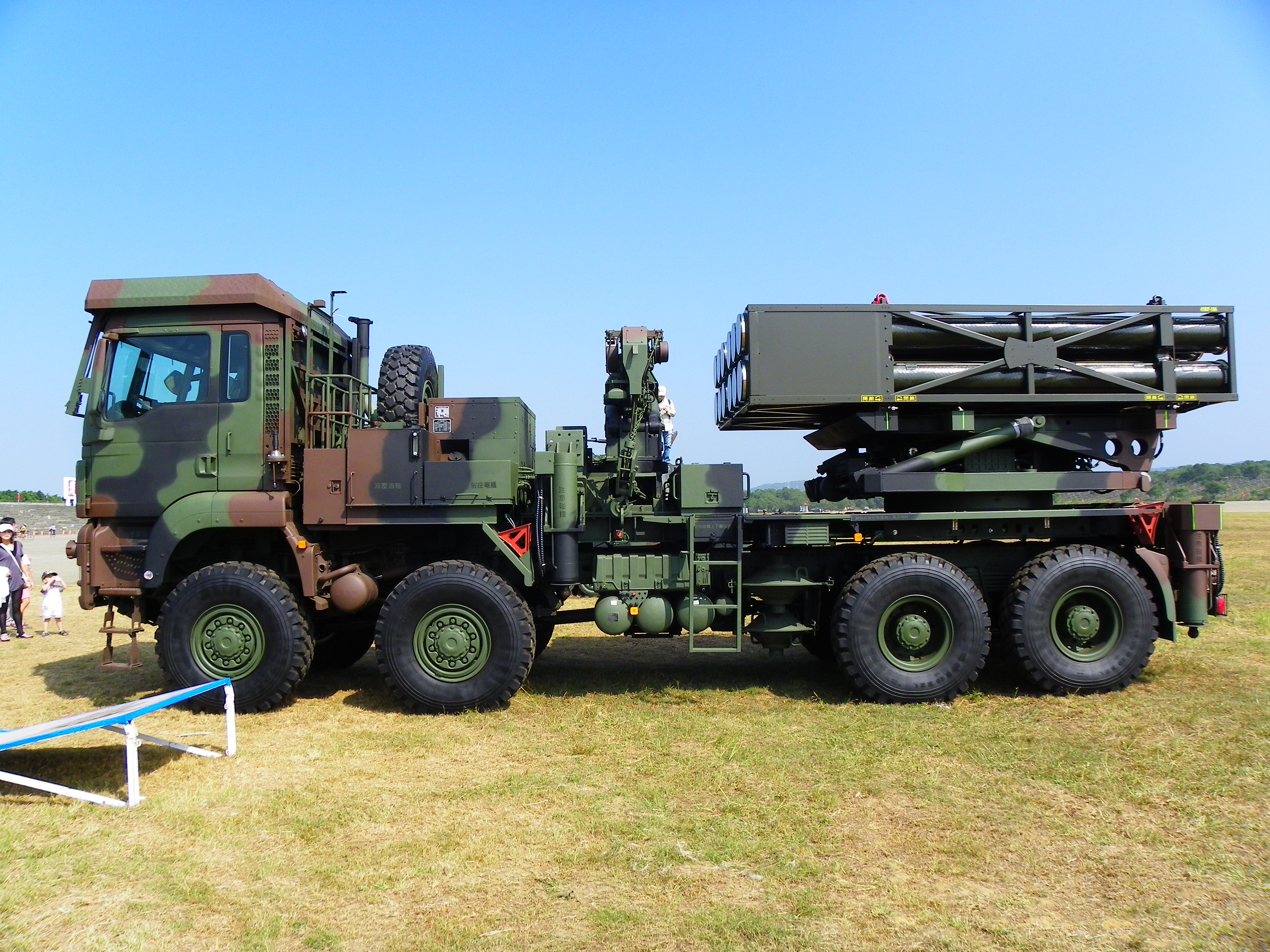
雷霆2000多連装ロケット砲

中華民国陸軍は、2023年時点、123,000名の兵力を有し、約750台の戦車、91機の攻撃ヘリコプターなどを保有する。
陸軍の編成については、従来の3個軍、5個軍団、4個指揮部が廃止され、第1から第5までの作戦区に改編される予定であり、この理由について台湾国防部長は、平時と戦時が結合した統合作戦の遂行に有利とするためと説明している。

### 編成
- 第6軍団指揮部 - 軍団本部「前鋒部隊」：桃園中壢
  -     - 第21砲兵指揮部「金鷹部隊」- 桃園中壢
    - 第33化兵群 - 桃園中壢
    - 第53工兵群 - 桃園八徳
    - 第73資電群 - 桃園中壢

  - 關渡地区指揮部「虎嘯部隊」 - 台北關渡
  - 蘭陽地区指揮部「黄龍部隊」 - 宜蘭三星
  - 第269機械化歩兵旅団「雄獅部隊」 - 桃園楊梅
  - 第542装甲旅団「迅雷部隊」 - 新竹湖口
  - 第584装甲旅団「登歩部隊」 - 新竹湖口
  - 第153歩兵旅団「翔龍部隊」 - 宜蘭金六結
  - 第206歩兵旅団「威武部隊」 - 新竹関西
- 第10軍団指揮部（中国語版） - 軍団本部「崑崙部隊」：台中新社
  -     - 第58砲兵指揮部「虎鋒部隊」 - 台中神岡
    - 第36化兵群 - 台中大雅
    - 第52工兵群 - 台中太平
    - 第74資電群 - 台中新社

  - 第586装甲旅団「鍾山部隊」 - 台中后里
  - 第234機械化歩兵旅団「長城部隊」(2013年4月1日、第200機械化歩兵旅団「古北部隊」から改編) - 台中大里
  - 第104歩兵旅団「常山部隊」 - 台中烏日成功嶺
  - 第257歩兵旅団「軍魂部隊」 - 嘉義大林
  - 第302歩兵旅団「虎威部隊」 - 台中烏日成功嶺
- 第8軍団指揮部（中国語版） - 軍団本部「干城部隊」：高雄旗山
  -     - 第43砲兵指揮部「天雷部隊」 - 高雄大樹
    - 第39化兵群 - 高雄旗山
    - 第54工兵群 - 高雄燕巣
    - 第75資電群 - 高雄旗山

  - 第333機械化歩兵旅団「埔光部隊」(2013年7月1日、第298機械化歩兵旅団「埔傳部隊」から改編) - 屏東萬金
  - 第564装甲旅団「少康部隊」 - 高雄阿蓮
  - 第203歩兵旅団「實踐部隊」 - 台南大内
- 花東防衛指揮部（中国語版）「正義部隊」 - 花蓮美崙
  - 台東地区指揮部「太平部隊」 - 台東太平里
- 澎湖防衛指揮部（中国語版）「鎮疆部隊」
- 金門防衛指揮部（中国語版）「太武部隊」
  - 第101両棲偵察大隊
  - 金門守備大隊「虎軍部隊」(2014年4月17日、金東守備大隊「虎軍部隊」、金西守備大隊「班超部隊」から改編)  - 金門
  - 烈嶼守備大隊「誠實部隊」(2014年1月21日、烈嶼地区指揮部から改編) - 金門烈嶼
- 馬祖防衛指揮部（中国語版）「雲台部隊」 - 馬祖南竿
  - 北高守備大隊「擎天部隊」(2014年4月11日、北高地区指揮部から改編) - 馬祖北竿
  - 莒光守備大隊「莒光部隊」(2014年3月24日、莒光地区指揮部から改編) - 馬祖莒光
  - 南竿守備大隊「雲台部隊」(2014年1月13日編成完結） - 馬祖南竿
- 東引地区指揮部（中国語版）「忠義部隊」 - 馬祖東引
- 航空特戦指揮部（中国語版）「武漢部隊」 - 台南帰仁
  - 飛行訓練指揮部 - 台南帰仁
  - 第601航空旅団「龍城部隊」 - 桃園龍潭
  - 第602航空旅団「龍翔部隊」- 台中新社
  - 特種作戦指揮部 - 桃園龍潭
    - 特種作戦第862群
    - 特種作戦第871群

### 装備
- 戦車
  - M1A2T戦車×108両（予定、中華民国陸軍カスタムバージョン。2023年から26年にかけ受領予定)
  - M60A3 TTS戦車×460両
  - M-41D戦車×50両
  - M42対空自走砲 数量不明
  - CM11戦車×450両 - M48H
  - CM12戦車×100両
- 装甲車
  - M113型装甲兵員輸送車×675両
  - V-150型多目的装輪装甲車×300両以上
  - CM-32/33/34型多目的装輪装甲車×662両以上
  - CM-21型装甲兵員輸送車×1,000両以上
- ミサイル
  - アベンジャーシステム(復仇者防空飛弾系統）
  - MIM-72(欉樹飛弾)
  - FIM-92 スティンガー(刺針飛弾)
  - 地対空TC-2（陸劍二型）
- ヘリコプター
  - AH-1W攻撃ヘリコプター×61機
  - AH-64Eアパッチ・ガーディアン×29機
  - CH-47SD型輸送ヘリコプター×8機
  - UH-60M型輸送ヘリコプター×30機
  - OH-58観測ヘリコプター×38機
  - TH-67IFR クリーク×10機(練習、輸送機)
  - TH-67VHR クリーク×20機(練習、輸送機)
- 小火器
  - 65式歩槍
  - 86式歩槍
  - 91式歩槍
  - M4A1突撃歩槍
  - Mk14 EBR歩槍
  - M16A2突撃歩槍

## 海軍

中華民国海軍の軍旗。国旗と同じ。

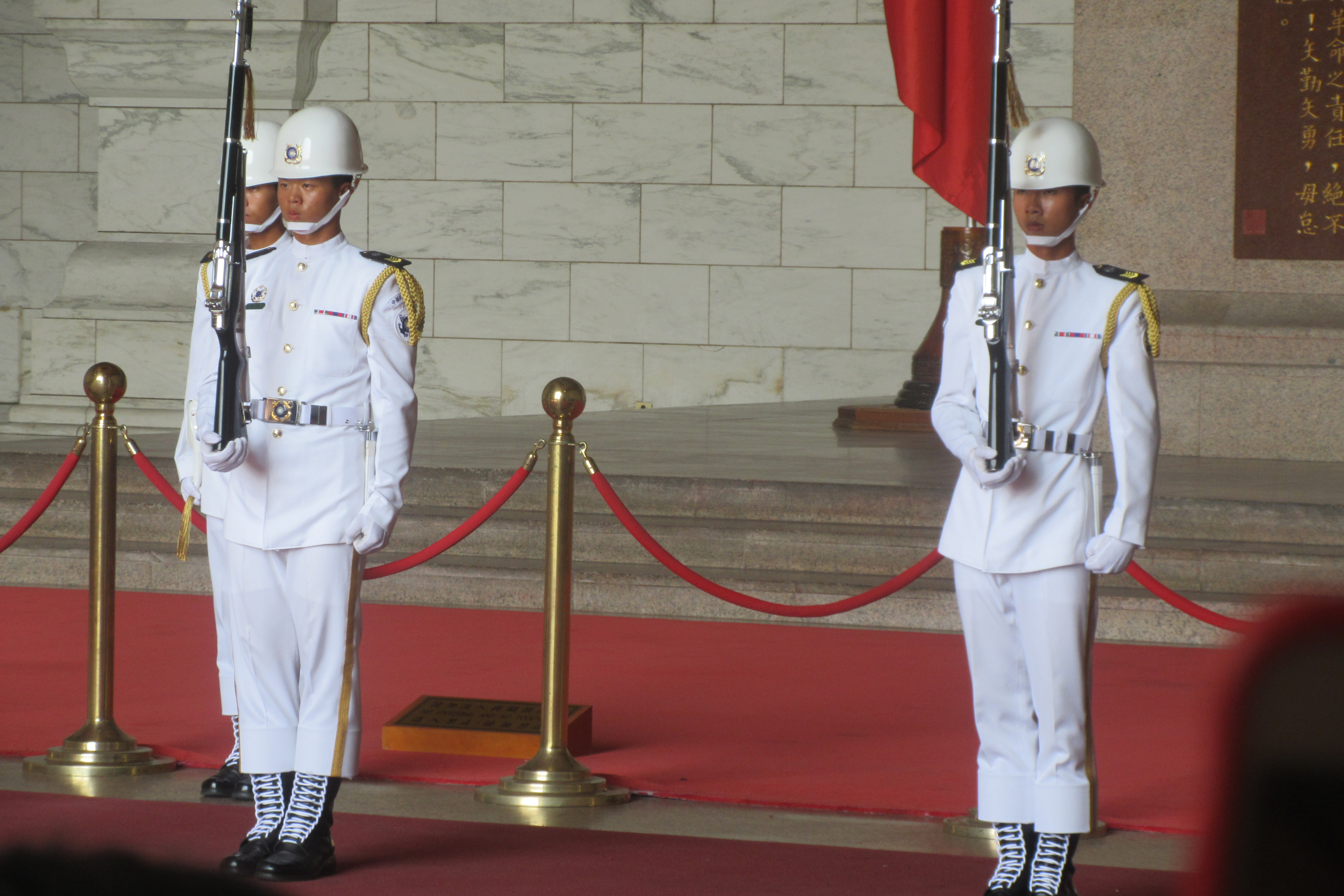
海軍儀仗隊。中世記念堂にて。

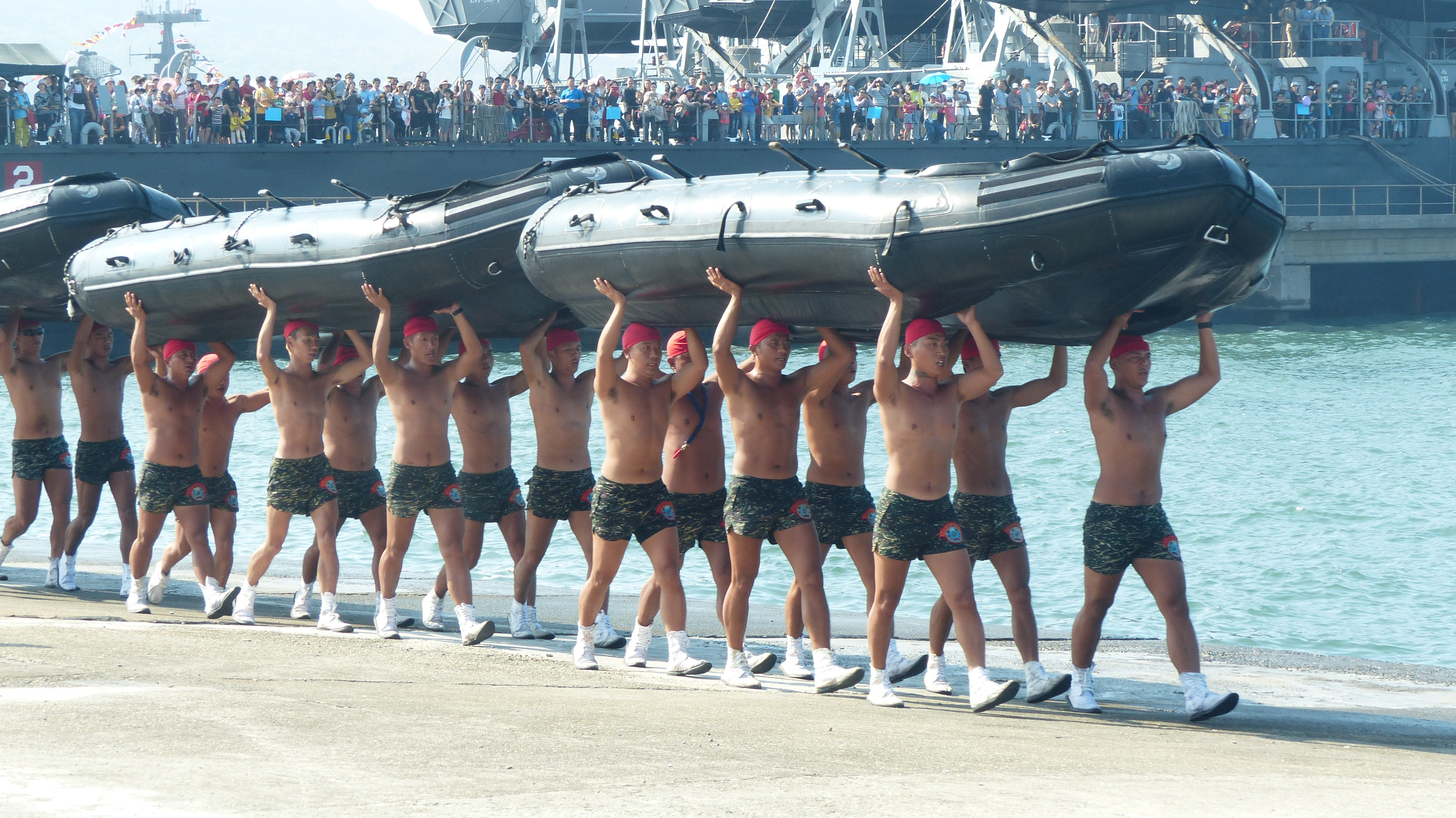
公開訓練での海軍陸戦隊

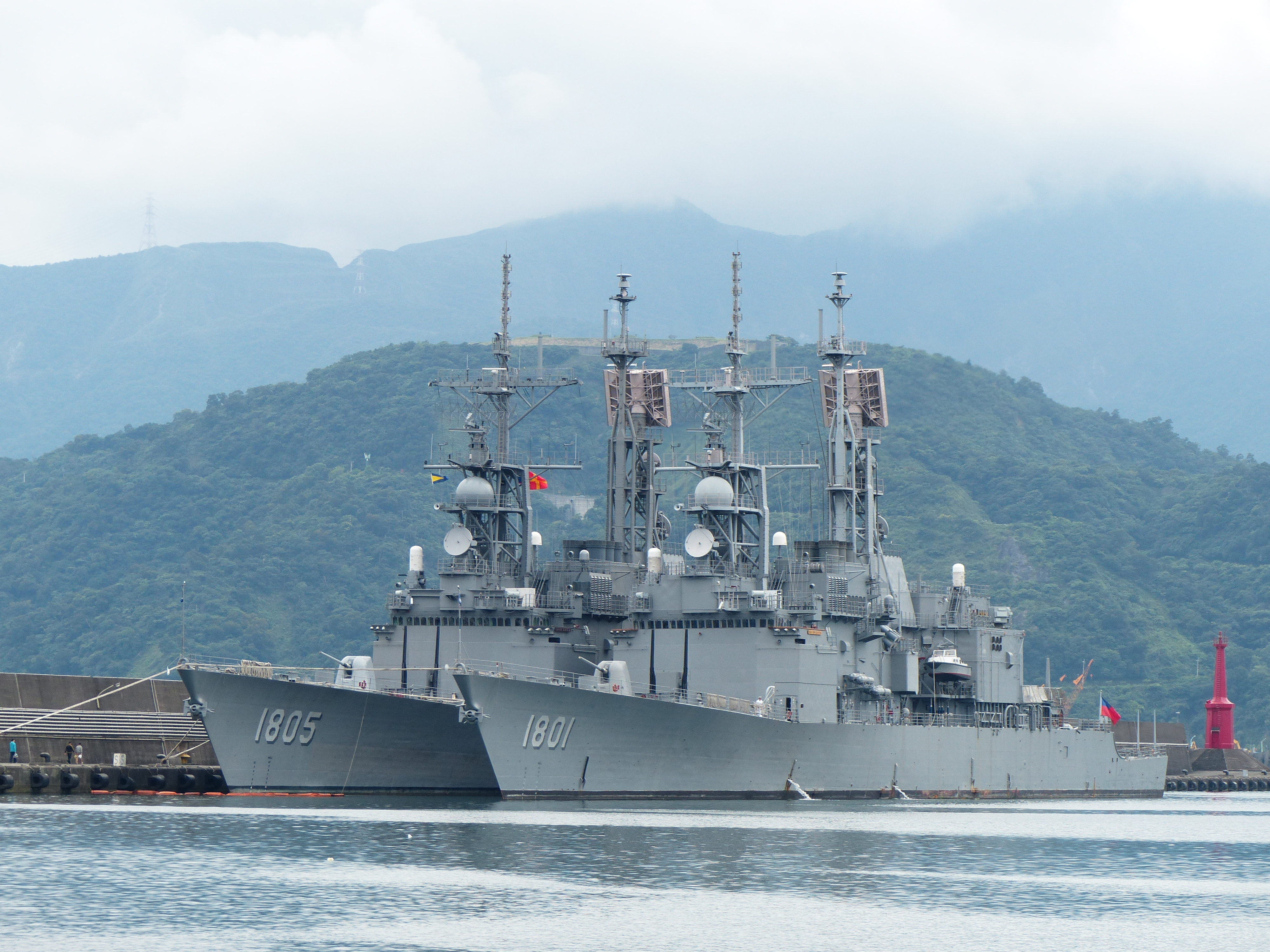
キッド級ミサイル駆逐艦

中華民国海軍は、2022年時点で約40,000名の兵力を有し、128隻の艦艇、28機の航空機を運用している。
主な任務は台湾本土や実効支配下にある離島からなる領土とシーレーンを、中国人民解放軍海軍による攻撃、侵入および封鎖から防衛することである。
艦艇自主建造計画「国艦国造」を推進しており、沱江級コルベットを11隻、海鯤級潜水艦を8隻程度それぞれ建造する計画などが進められている。

### 編制
| 平時 編成 | 左営 基地 | 海軍艦隊指揮部                     | 任務 編成 | 62任務部隊 （蘇澳） |
| 平時 編成 | 左営 基地 | 海軍艦隊指揮部                     | 任務 編成 | 63任務部隊 （左営） |
| 平時 編成 | 左営 基地 | 124艦隊ラファイエット（康定）級6隻 | 任務 編成 |                     |
| 平時 編成 | 左営 基地 | 151登陸艦隊                        | 任務 編成 | 62.4任務群（基隆）  |
| 平時 編成 | 左営 基地 | 151登陸艦隊                        | 任務 編成 | 62.5任務群（左営）  |
| 平時 編成 | 左営 基地 | 192水雷艦隊                        | 任務 編成 | 62.6任務群          |
| 平時 編成 | 左営 基地 | 256潜艇戦隊                        | 任務 編成 |                     |
| 平時 編成 | 左営 基地 | 海蛟ミサイル艇大隊                 | 任務 編成 |                     |
| 平時 編成 | 蘇澳 基地 | 168艦隊ノックス（済陽）級8隻       | 任務 編成 | 62.9任務群          |
| 平時 編成 | 蘇澳 基地 | 261戦隊キッド（基隆）級4隻         | 任務 編成 | 62.1任務群          |
| 平時 編成 | 基隆 基地 | 131艦隊 錦江級コルベット12隻       | 任務 編成 | 62.2任務群          |
| 平時 編成 | 馬公 基地 | 146艦隊ペリー（成功）級8隻         | 任務 編成 | 62.3任務群          |

### 装備
- 基隆級ミサイル駆逐艦×4隻 - アメリカのキッド級
- 康定級フリゲート×6隻 - フランスのラファイエット級の派生型
- 成功級フリゲート×10隻 - 8隻はアメリカのオリバー・ハザード・ペリー級のライセンス生産、2隻は米海軍を退役した同級を購入
- 済陽級フリゲート×6隻 - アメリカのノックス級
- 海獅級潜水艦×2隻- アメリカのテンチ級潜水艦
- 海龍級潜水艦×2隻 - オランダのズヴァールトフィス級
- 中和級戦車揚陸艦 ×2隻- アメリカのニューポート級戦車揚陸艦
- 中海級戦車揚陸艦 ×4隻- アメリカのLST戦車着陸船

その他の装備（艦艇）については台湾海軍艦艇一覧を参照。

## 空軍

中華民国空軍の軍旗

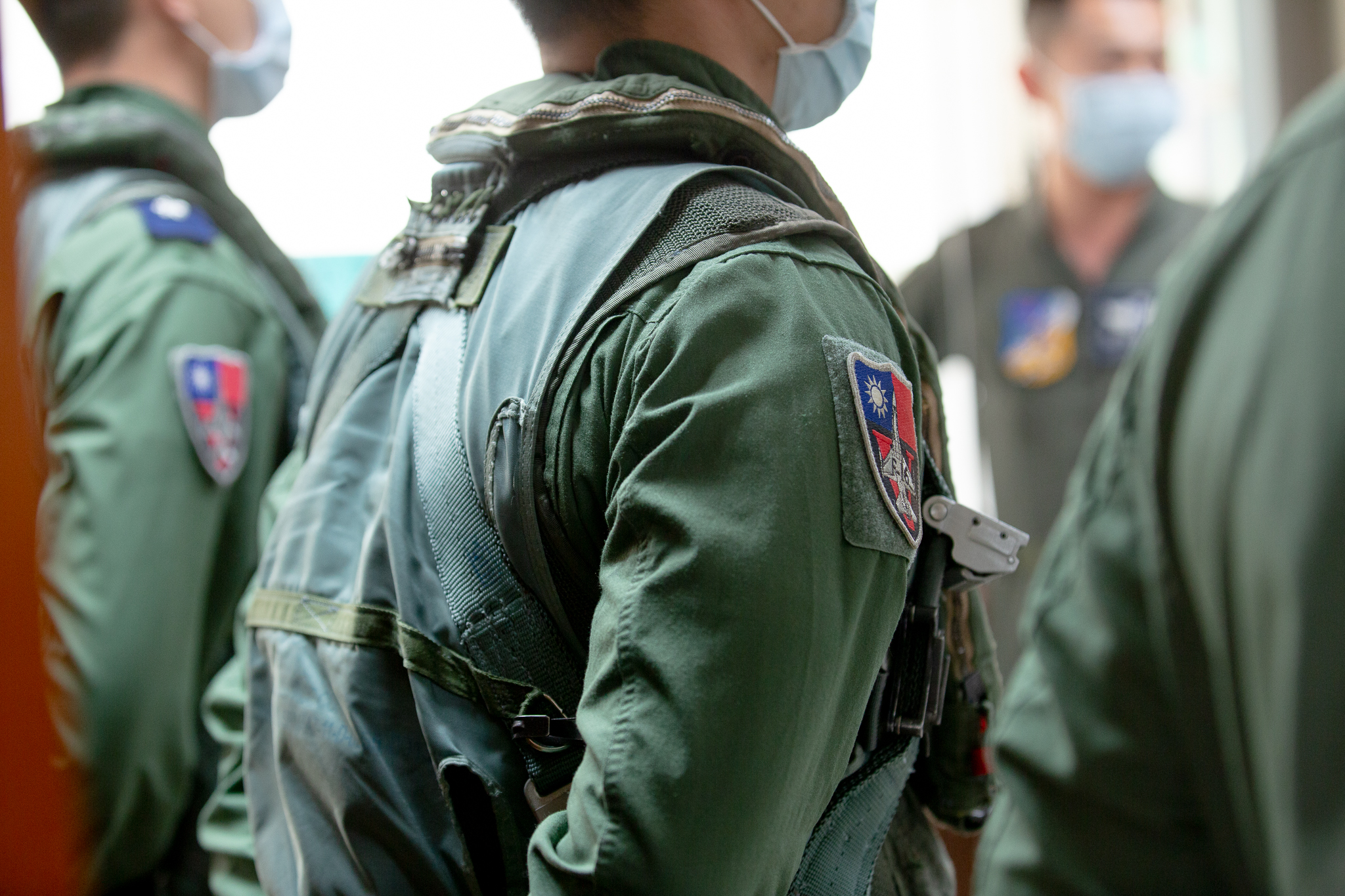
パイロットたち

中華民国空軍は、2021年時点で35,000名の兵力を有し、多くの作戦機を運用している。戦闘機の中ではミラージュ2000、F-16、F5、経国を主力とする。空軍司令部の下には、政治作戦部、作戦指揮部、防空砲兵指揮部、訓練指揮部、後勤指揮部等がある。有事の際には、全国56ヶ所の飛行場（空軍基地12ヶ所、国際空港2ヶ所、その他42ヶ所）のほか、5カ所の幹線道路も48時間以内に代替滑走路に転用することができる。
従来は質に勝る中華民国空軍が台湾海峡の制空権を完全に維持できるとされてきた。しかし、近年は中国人民解放軍空軍の使用機材の近代化(J-11やJ-10やFC-1)により、中華民国空軍の優勢が揺らいでいるとの見方もある。
中華民国空軍では、有事の際に中華人民共和国の先制攻撃によって空軍基地が開戦数時間以内に無力化される可能性があるとして、内陸から滑走路なしでも航空戦力を展開できるV/STOL能力を持つF-35Bに関心を示しており、導入に意欲的だった。しかし、当時のアメリカ政府は中華人民共和国との軍事バランスを考慮してF-35の販売は実現困難であるとした。2019年8月に中華民国はF-16Vの導入を行うこととなり、F-35の導入を断念した。2021年11月、台湾初のF-16A/B改修V型から編成される部隊が嘉義基地に発足し、2024年に米国から導入予定である新造のF-16V戦闘機66機を含め、より長射程のミサイルを搭載できる戦闘機の配備が強化されている。

### 編制
- 桃園飛行場 - 滑走路3,350m。

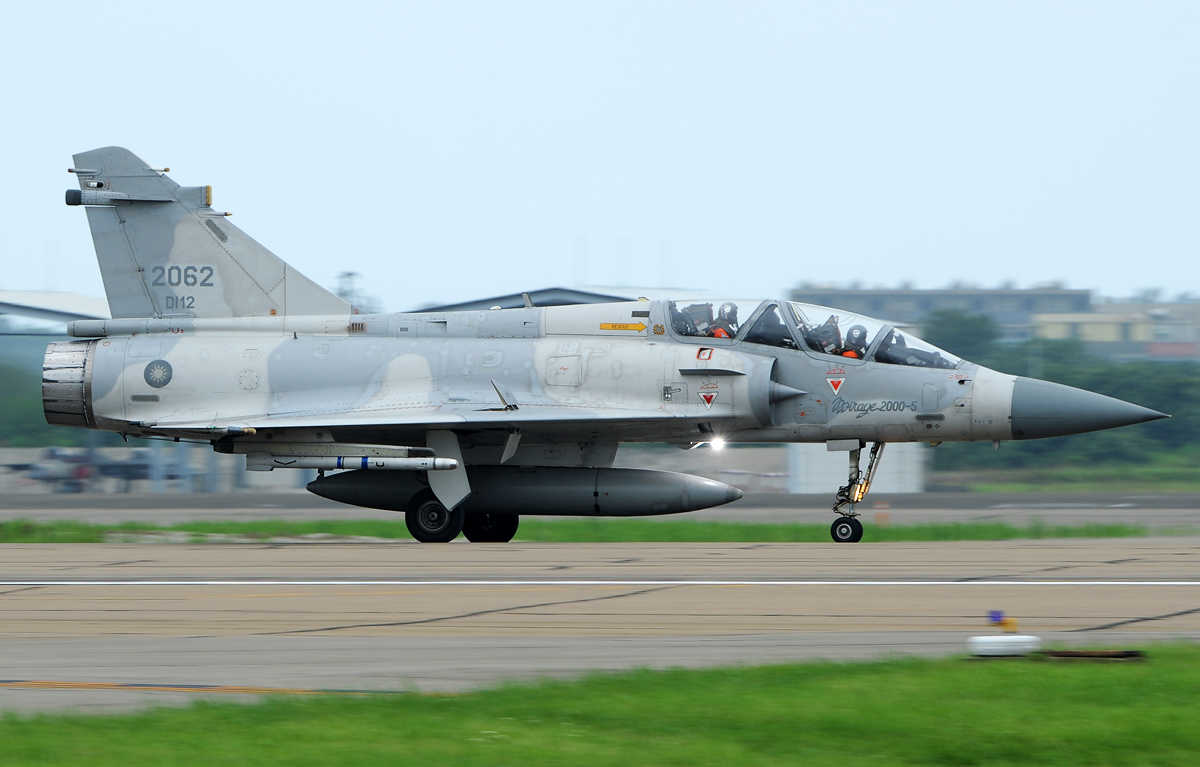
ミラージュ2000

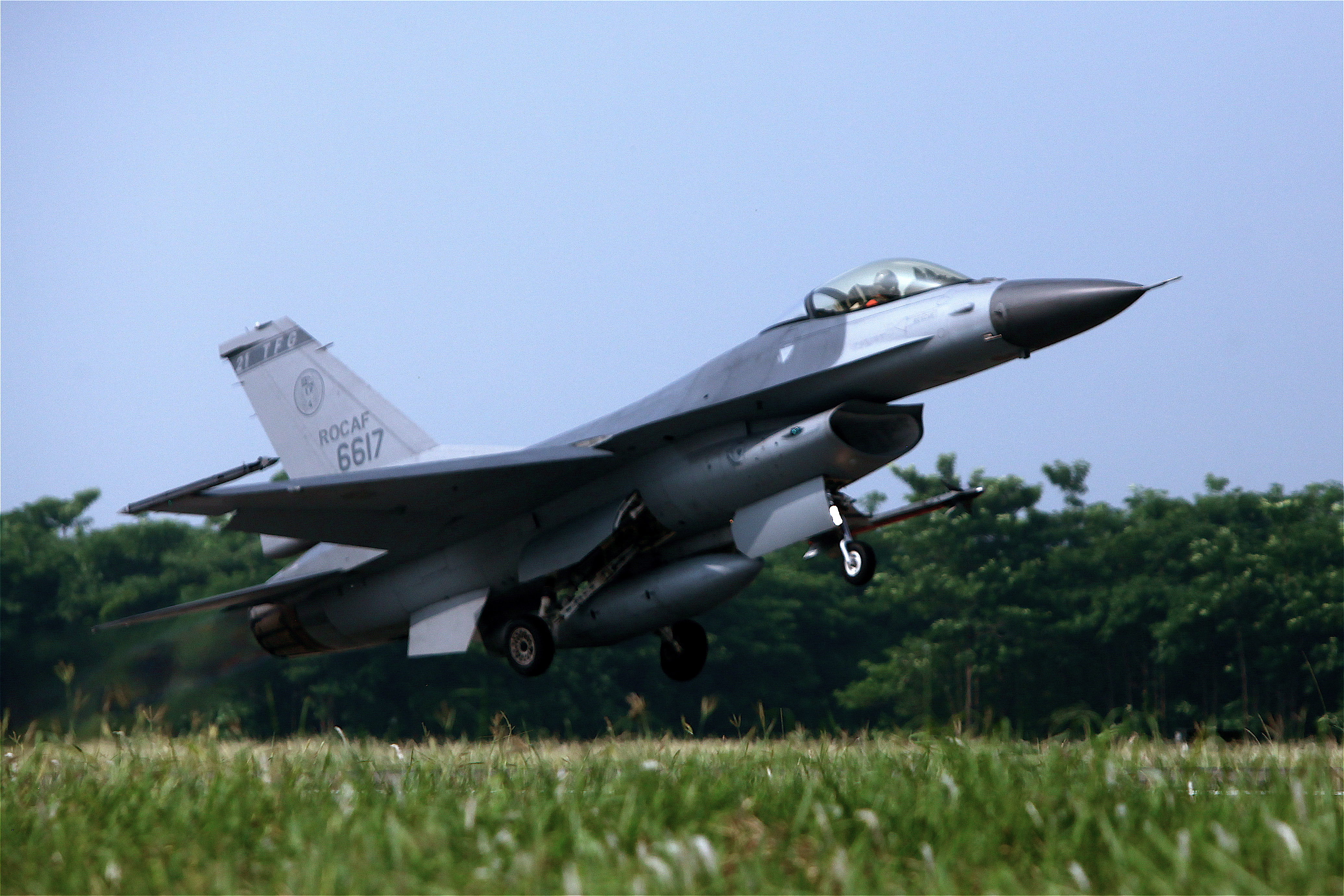
F-16

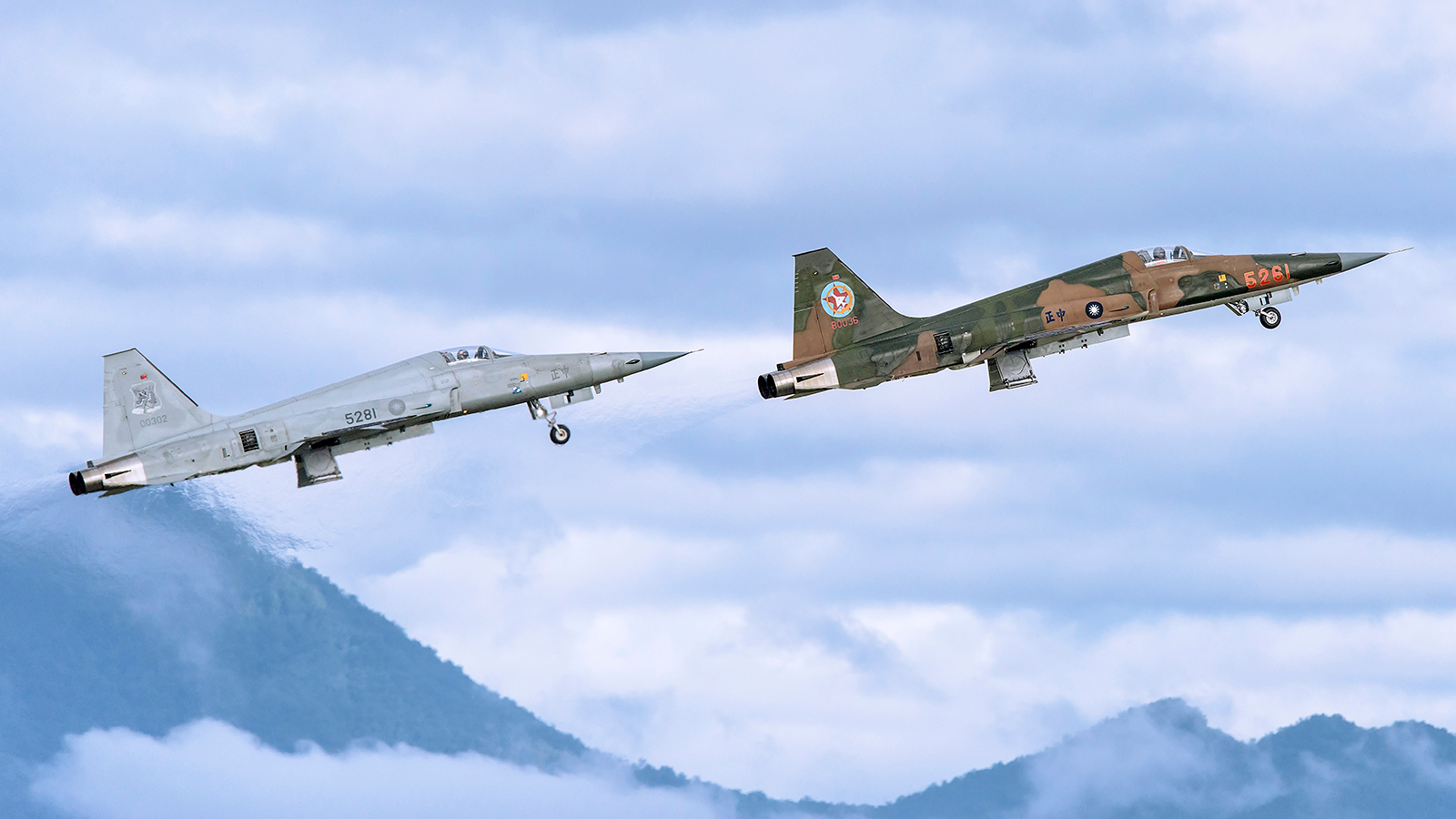
F5

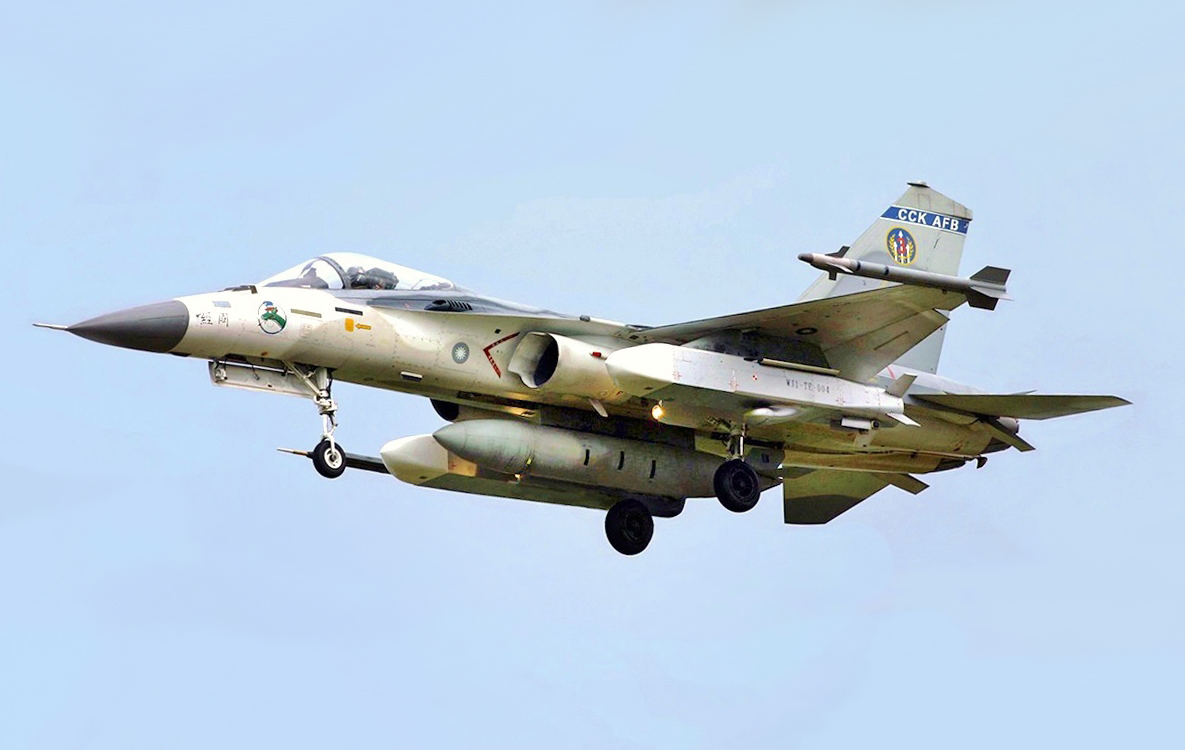
経国

- 新竹南寮飛行場（中国語版） - 滑走路3,600m。
  - 第2 (499) 戦術戦闘機連隊 - ミラージュ-2000-5×3個中隊。
- 嘉義（水上）飛行場 - 滑走路3,335m。
  - 第4(455)戦術戦闘機連隊 - F-16×3個中隊。
  - 救難中隊 - S-70C、UH-60M型輸送ヘリコプター×14機
- 台中清泉崗飛行場 - 滑走路3,600m。
  - 第3 (427) 戦術戦闘機連隊 - IDF×2個中隊
  - 測試基評価中隊 - IDF。
- 岡山飛行場 - 滑走路2,350m。主として空軍軍官学校が使用。
  - 基礎教練大隊 - T-34C。
  - 戦闘教練大隊 - AT-3。
  - 空運教練大隊 - B-1900C。
- 台南飛行場 - 滑走路3,356m。
  - 第1 (443) 戦術戦闘機連隊 - IDF×3個中隊
- 屏東飛行場 - 滑走路2,400m。
  - 第6 (439) 運輸反潜連隊
    - 第10空運大隊 - C-130H×2個中隊。
    - 第20電戦大隊 - E-2T×1個中隊、C-130HE×1個中隊。
- 台東（志航）飛行場
  - 第7 (737) 戦闘訓練連隊第7大隊 - F-5E/F×2個中隊。
  - 戦術訓練基発展中心 - F-5E/F。
- 花蓮飛行場 - 滑走路2,700m。
  - 第5 (401) 戦術戦闘機連隊 - F-16×3個中隊。
  - 第12偵察中隊 - RF-16。
  - 第4偵察中隊 - RF-5E。
- 佳山基地
- 澎湖馬公基地

空軍防空砲兵司令部は、5個防砲旅団を管轄しており、総力は約11,000人。司令官は中將が務める。
- 空軍空軍防空砲兵作戦管制センター
- 七九一旅団
- 七九二旅団
- 七九三旅団
- 七九四旅団
- 七九五旅団

### 装備
- F-CK-1戦闘機（IDF、経国型）×129機
- F-16A/B (Block 20) 戦闘機×99機（F-16Vにアップグレードされる）
- F-16V 戦闘機×42機（F-16A/Bからのアップグレード）
- ミラージュ2000-5戦闘機（幻象2000-5）×55機
- F-5E/F戦闘機（中正型)×43機 (除籍中，T-5高等練習機に置き換えられた)
- AT-3高等練習機×46機
- T-5高等練習機×66機(生産中）
- T-34初等練習機×40機
- C-130H輸送機×19機
- B-1900C輸送機×11機
- Fokker F-50輸送機×3機
- ボーイング737-800政府専用機×1機
- E-2K早期警戒機×6機
- C-130HE電子戦機×1機
- ユーロコプター EC 225×3機
- S-70C-1×5機 (除籍中)
- S-70C-6×3機
- UH-60M型輸送ヘリコプター×14機 (元15機)[23]

## 憲兵

中華民国憲兵の軍旗

憲兵（けんぺい）とは、憲兵指揮官の管轄に属し主として軍事警察を掌り兼て行政警察、司法警察を掌る兵科の一種である。総兵力約1万5千人。警察と共にテロ対策等を実施中である。憲兵指揮部の下には、4個（第202、203、204、205）指揮部、憲兵訓練センター、憲兵隊、憲兵特勤隊 (MPSSC)、刑事鑑識センター等がある。

### 編成
| 第202指揮部（安平） | 指揮本部：台北市中華駐屯地 |
| 第202指揮部（安平） | 勤務支援中隊(中華駐屯地) |
| 第202指揮部（安平） | 特種車両中隊(堅実駐屯地) |
| ------------------- | --- |
| 第211大隊           | 総統府警備大隊 |
| 第211大隊           | 本部、勤務小隊、第1・2・3・4中隊 |
| 第332大隊           | 総統官邸警備大隊（中興大隊） |
| 第332大隊           | 本部、勤務小隊、第1・2・3・4中隊 |
| 第327大隊           | 大隊本部：台北市中華駐屯地（中華大隊）                                                                                              |
| 第327大隊           | 本部、勤務小隊、第1・2・3中隊 |
| 第229大隊           | 国防部警備大隊。大隊本部：衡山指揮所                                                                                                |
| 第229大隊           | 本部、勤務小隊、第1・2・3中隊 |
| 第213大隊           | 大隊本部：士林憲兵隊 |
| 第213大隊           | 本部、勤務小隊、第1・2・3中隊 |
| 装甲239大隊         | 大隊本部：大直福西駐屯地 |
| 装甲239大隊         | 本部中隊、第1・2・3・4中隊 |
| 装甲239大隊         | 中隊各3個小隊の編成。各小隊は４輛の装甲戦闘車／装甲車を装備しているので、中隊本部車輛２輛を含めて各中隊14輛、大隊全体で58輛になる。 |
| 装甲第225大隊       | 大隊本部：興徳里駐屯地 |
| 装甲第225大隊       | 本部中隊、第1・2・3・4中隊 |
| 砲兵第228大隊       | 梅莊駐屯地： 大隊本部、本部中隊、迫撃砲第１中隊。                                                                                   |
| 砲兵第228大隊       | 武崗駐屯地：迫撃砲第2中隊。 |
| 砲兵第228大隊       | 松園駐屯地：対戦車中隊。 |
| 砲兵第228大隊       | 迫撃砲中隊は3個小隊より成り、12門の63式120ミリ迫撃砲を運用する。                                                                    |

- 第203指揮部（203指揮部） - 指揮本部：台中市。
  - 第217大隊（217営）
  - 第231大隊（231営）
  - 第240大隊（240営）
  - 第318大隊（318営）
- 第204指揮部（204指揮部） - 指揮本部：高雄市。
- 第205指揮部（205指揮部） - 指揮本部：新北市。
  - 第320大隊（320営）
- 憲兵隊
  - 台北憲兵隊
  - 士林憲兵隊
  - 宜蘭憲兵隊
  - 基隆憲兵隊
  - 新北憲兵隊
  - 桃園憲兵隊
  - 新竹憲兵隊
  - 苗栗憲兵隊
  - 台中憲兵隊
  - 南投憲兵隊
  - 彰化憲兵隊
  - 雲林憲兵隊
  - 嘉義憲兵隊
  - 台南憲兵隊
  - 高雄憲兵隊
  - 屏東憲兵隊
  - 花蓮憲兵隊
  - 台東憲兵隊
  - 澎湖憲兵隊
  - 金門憲兵隊
  - 馬祖憲兵隊
- 刑事鑑識センター
  - 科学鑑識組（化學鑑識組）
  - 物理鑑識組（物理鑑識組）
  - 現場捜査組（現場勘查組）

### 裝備
- V150S装甲兵員輸送車
- CM-32雲豹8輪装甲兵員輸送車
- 対戦車ミサイル
- 91式小銃
- 120mm迫撃砲
- AT4携行対戦車弾
- SMAWロケットランチャー
- M24A1 7.62mm狙撃銃
- M82A1対物狙撃銃

## 階級
- 将官
  - 特級上将（元帥、2000年に廃止された）
  - 一級上将（上級大将）
  - 二級上将（大将）
  - 中将
  - 少将
- 佐官
  - 上校（大佐）
  - 中校（中佐）
  - 少校（少佐）
- 尉官
  - 上尉（大尉）
  - 中尉
  - 少尉
  - 准尉（現行制度では廃止された）
- 下士官
  - 一等士官長
  - 二等士官長
  - 三等士官長
  - 上士
  - 中士
  - 下士
- 兵
  - 上等兵
  - 一等兵
  - 二等兵

## 軍事行動
- インドシナ戦争
- 国共内戦
- 三大会戦（中国語版）：1948年9月—1949年1月
  - 遼西会戦
  - 徐蚌会戦
  - 平津会戦
- 渡江戦役：1949年4月—1949年5月
- 古寧頭戦役：1949年10月25日—1949年10月28日
- 登歩島戦役：1949年11月3日—1949年11月5日
- 海南島撤退：1950年5月1日
- 万山群島海戦：1950年5月25日—1950年6月27日
- 第一次大胆島戦役：1950年7月26日—1950年7月27日
- 南日島戦役：1952年10月11日—1952年10月15日
- 東山島戦役：1953年7月15日
- 第一次台湾海峡危機：1954年8月—1955年5月
  - 一江山島戦役：1955年1月18日
  - 大陳島撤退：1955年2月7日—1955年2月11日
- 第二次台湾海峡危機：1958年8月23日—10月上旬
  - 閩江口海戦：1958年2月19日
  - 八二三砲戦：1958年8月23日—1979年1月1日
  - 第二次大胆島戦役：1958年8月26日
  - 料羅湾海戦：1958年9月2日
- 中緬国境作戦（英語版）：1960年
- ベトナム戦争：1960年—1975年
- 第三次台湾海峡危機：1961年4月1日—1965年11月14日
  - 国光計画：1961年4月1日—1972年7月20日
  - 東引海戦（英語版）：1965年3月1日
  - 東山海戦：1965年8月6日
  - 烏坵海戦（中国語版）：1965年11月13日—1965年11月14日
- 台湾海峡ミサイル危機：1995年7月21日—1996年3月23日
- 大漠計畫：1979年—1990年9月

## 不祥事・事故
- 1949年、重慶号事件及び第二艦隊反乱事件。
- 1949年、澎湖七一三事件。
- 1954年、トープス号事件。
- 1954年、孫立人事件。
- 1957年、五二四事件
- 1958年、海軍台湾独立案（中国語版）事件
- 1964年、湖口兵変。
- 1987年、三七事件
- 1990年7月21日、閩平漁事件
- 1990年代初めまで軍が運営する慰安所があった（「軍中特約茶店」または「zh:軍中樂園」、「831」「zh:金門八三一」。事実上の公娼）。1992年に廃止。
- 1993年12月9日、尹清楓海軍大佐の水死体が台湾宜蘭県東澳沖で発見された事件をきっかけで、康定級フリゲートの調達に関連した国際的な汚職事件が発覚した（台湾フリゲート事件）。
- 1993年11月14日、小金門高射砲誤爆事件
- 1996年9月12日、台北市都心部にある空軍作戦司令部の敷地に、レイプされた幼女の死体が発見された。その現場付近にいる江国慶上等兵が容疑者として逮捕された。証拠不十分にもかかわらず、軍事裁判所が江上等兵に死刑判決を下し、1997年8月13日執行した。
- 2013年7月1日、陸軍装甲542旅の洪仲丘下士が退役直前に約１週間、懲罰室に入れられていた。理由は会合で部隊の管理体制を批判し、上官らの恨みを買ったとみられている。同年7月3日、熱中症で死亡した。最初、軍事検察が死亡原因を「意外死」と主張したものの、遺族に委託された民間法医学者高大成が「虐待による熱中症で死亡」と判明した。軍事検察がこの事件に関する責任究明に対して態度は極めて消極的であり、発言の矛盾が多いので、国民たちが不満になったあげく、7月20日、国防部前で三万人規模なデモを行われた。しかし、政府および軍事検察が国民の「責任究明、真相究明」という要求に応えられないため、8月3日、総統府前で、二十五万人規模なデモが行われた。国民の不満に応えるため、国会が軍事審判法を修正した。非戦争状態の軍事検察及び軍事裁判を撤廃し、一般司法機関に移行するようになった。
- 2011年6月6日、中華人民共和国の北京での黄埔軍校同学会のフォーラムに出席した国防大学初代学長の夏瀛洲（中国語版）二級上将ら中華民国国軍の退役将校が「われわれ国軍も共産党軍もともに同じ中国軍」「歴史的任務と使命である中台統一のためにともに頑張ろう」と席上で発言してこれを中国人民解放軍少将の羅援が歓迎したことが波紋を呼んで当時の馬英九中華民国総統が「困惑してる」とする声明を出すに至った[24][25]。
- 2016年7月1日、雄風三型ミサイル誤射事件
- 2016年11月11日、北京で開催された「孫文生誕150周年記念式典」で中華人民共和国の国歌である「義勇軍進行曲」が演奏された際に、参加した夏瀛洲ら二級上将ら中華民国国軍の退役将校団が起立して、物議を醸した[26]。
- 2020年新北市ヘリコプター墜落事故
- 中華民国国軍では、退役軍人や現役将校などが中華人民共和国の工作員となって逮捕される例も少なくない（中華民国国軍のスパイ事件一覧（中国語版））。2024年に急増した中華人民共和国のスパイで起訴された64人のうち43人を現役・退役軍人が占めており、翌2025年には人民解放軍の台湾侵攻に呼応した武装蜂起と政府転覆を謀ったとして元陸軍中将の高安國（中国語版）ら退役将校が相次いで起訴された[27]。